# Uniondale (Nueva York)
Uniondale es una población ubicada en el condado de Nassau en el estado estadounidense de Nueva York. En 2000 tenía una población de 23.011 habitantes y una densidad poblacional de 3,350.0 personas por km². Uniondale se encuentra dentro de la localidad de Hempstead.

## Geografía
Uniondale se encuentra ubicada en las coordenadas 40°42′11″N 73°35′28″O / 40.70306, -73.59111. Según la Oficina del Censo, la ciudad tiene una superficie total de 6,9 km² (2,7 mi²), de la cual 6,9 km² (2,7 mi²) es tierra y 0 km² (0 mi²) (0.0%) es agua.

## Demografía
Según la Oficina del Censo en 2000 los ingresos medios por hogar en la localidad eran de $61,410, y los ingresos medios por familia eran $67,264. Los hombres tenían unos ingresos medios de $32,417 frente a los $31,169 para las mujeres. La renta per cápita para la localidad era de $19,069. Alrededor del 8.8% de la población estaban por debajo del umbral de pobreza.

## Deportes
En el pabellón Nassau Veterans Memorial Coliseum, ubicado en Uniondale, juega sus partidos como local el equipo de la NHL New York Islanders. Uniondale también alberga los partidos del equipo de fútbol amateur Long Island Rough Riders, en el Mitchel Athletic Complex, y Long Island Lizards de la Major League Lacrosse.
Uniondale también albergó un tercio del WrestleMania 2 de la WWF, además del WWE Great American Bash el 20 de julio de 2008 y el WWE Fatal 4-Way el 20 de junio de 2010.

## Música
De Uniondale es oriundo un grupo de rap de principios de los años 1990, The Leaders of the New School. Busta Rhymes fue el único miembro de The Leaders of the New School en tener una carrera exitosa en solitario. El 2006 Vans Warped Tour se celebró en el aparcamiento del Nassau Veterans Memorial Coliseum, al igual que en 2007 y 2008.